# Tabanus hirtistriatus
Tabanus hirtistriatus är en tvåvingeart som beskrevs av Ricardo 1911. Tabanus hirtistriatus ingår i släktet Tabanus och familjen bromsar. Inga underarter finns listade i Catalogue of Life.